# Terrence McCann
Terrence John „Terry“ McCann (* 23. März 1934 in Chicago; † 7. Juni 2006 in Dana Point) war ein US-amerikanischer Ringer und Olympiasieger.

## Werdegang
Terry McCann wuchs als Sohn irischer Einwanderer in Chicago auf. Auf der High School kam er innerhalb eines Schulprogrammes als 12-Jähriger zum Ringen. Später besuchte er die Universität von Iowa und entwickelte sich zu einem außergewöhnlich guten Universitäts-Ringer. Er gewann innerhalb von drei Jahren zehn Universitäts-Titel und verlor in diesen Jahren nur drei Kämpfe. Nach Abschluss seines Studiums ging Terry McCann aus beruflichen Gründen nach Tulsa, Oklahoma, heiratete und nahm dort eine Arbeit auf. Er setzte dort in einem Ringerverein auch das Training fort, mit dem Ziel sich für die Olympischen Spiele 1960 zu qualifizieren. Von 1958 bis 1960 gewann er dreimal hintereinander die US-amerikanische Meisterschaft der Amateur Athletic Union (AAU) im Bantamgewicht, damals bis 57 kg Körpergewicht. Obwohl er sich kurz vor den Ausscheidungskämpfen der AAU für die Olympischen Spiele eine schwere Knieverletzung zugezogen hatte, trat er zu diesen Kämpfen an und qualifizierte sich souverän. Bei den Olympischen Spielen selbst gewann er, als ein für die sieggewohnten Osteuropäer vollkommen Unbekannter, überlegen die Goldmedaille. 
Nach den Olympischen Spielen in Rom trat er vom aktiven Ringersport zurück und arbeitete noch viele Jahre erfolgreich als Trainer in Tulsa und später in Chicago, wohin er zurückgekehrt war. Ferner war er in späteren Jahren auch als Funktionär im amerikanischen Ringerverband tätig.
Terry McCann hatte sieben Kinder und war bis in das hohe Alter ein begeisterter Surfer.

## Internationale Erfolge
(OS = Olympische Spiele, Ba = Bantamgewicht, F = Freistil)
- 1960, Goldmedaille, OS in Rom, Ba, F, mit Siegen über Edvin Vesterby, Schweden, * Paul Hänni, Schweiz, Eduardo Campbell, Panama, einer Niederlage gegen Tauno Jaskari, Finnland und weiteren Siegen über Michael Schakow, UdSSR, Tadeusz Trojanowsky, Polen und Nezhdet Zalew, Bulgarien

## Nationale Erfolge
- 2-mal NCAA-Champion (NCAA = Dachverband der US-Universitätssportler),
- 3-mal NCAA-All-American-Champion,
- 3-mal US-amerikanischer Meister der AAU (AAU = Amateur-Athleten-Union der USA)